# Кагуя (мышь)
Ка́гуя — домовая мышь, которая является потомком двух матерей, она родилась без участия отца (апрель 2004). До её рождения специалисты были уверены, что у млекопитающих это невозможно из-за геномного импринтинга, который требует, чтобы в ДНК плода присутствовали и мужские, и женские гены. Без мужских генов невозможно нормальное развитие плаценты.
Японские учёные назвали её в честь героини японского эпоса — лунной принцессы по имени Кагуя, которую нашли в стебле бамбука.

## Процесс партеногенеза
Для получения партеногенетического зародыша группа исследователей Токийского сельскохозяйственного университета под руководством Томохиро Коно использовала яйцеклетки двух мышей — нормальной и мутантной. В геноме модифицированной яйцеклетки отсутствовал фрагмент ДНК, обрекавший два гена на выключение из-за материнского импринтинга. К тому же эта яйцеклетка была извлечена из яичников новорожденной самки, для которых запреты импринтинга действуют ещё не в полной мере. С помощью таких манипуляций были получены две (из 457) полноценные диплоидные яйцеклетки.

### Не клон
Кагуя не является клонированным животным, потому что для её создания использовались клетки двух родительских особей. Само исследование направлено на изучение процесса партеногенеза: «Целью нашего исследования было выяснение того, почему для развития млекопитающих требуются и сперма, и яйцеклетка», — сказал Коно.
Впоследствии Кагуя традиционным способом — с участием самца — произвела на свет потомство.

## Продолжительность жизни
Кагуя прожила 793 дня, в то время как продолжительность жизни обычных мышей составляет 600—700 дней. Впоследствии та же группа исследователей вывела ещё 13 «биматернальных» мышей, которые пережили обычных сородичей при идентичных условиях содержания в среднем на 186 дней — примерно на 30%. Как отметили учёные в своей публикации в журнале Human Reproduction (февраль 2010), все полученные самки мышей по сравнению с нормальными, обладавшими как «материнским», так и «отцовским» генным материалом, имели значительно меньшие размеры и вес. Предположительно, определённые мужские гены увеличивают потенциал роста организма отпрыска, сокращая при этом его жизнь.